# اقتصاد بنغلاديش

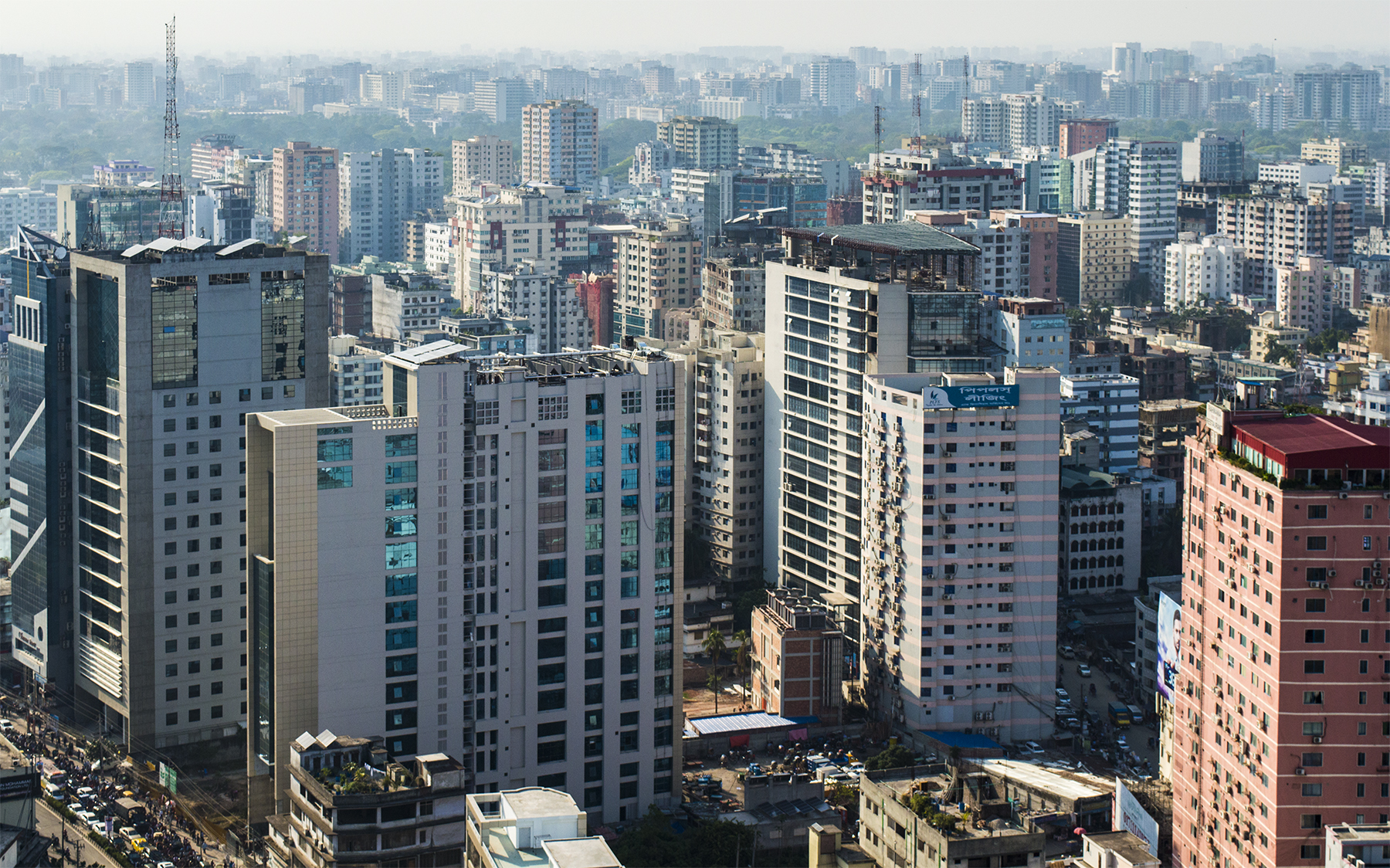
دكا

اقتصاد بنغلاديش هو اقتصاد رئيسي في جنوب آسيا واقتصاد سوق نامي. تعد ثاني أكبر اقتصاد في جنوب آسيا، يحتل اقتصاد بنغلاديش المرتبة 35 في العالم من حيث القيمة الاسمية و 25 من حيث تعادل القوة الشرائية. بنغلاديش هي عضو في منطقة جنوب آسيا للتجارة الحرة ومنظمة التجارة العالمية.  سجلت بنغلاديش في السنة المالية 2021-2022 معدل نمو بلغ 7.2٪ بعد الجائحة العالمية. تعد بنغلاديش واحدة من أسرع الاقتصادات نموًا في العالم.
تلقى التصنيع في بنغلاديش دفعة قوية بعد تقسيم الهند بسبب الإصلاحات والصناعات الجديدة. شكلت باكستان الشرقية ما بين 70٪ و 50٪ من صادرات باكستان بين عامي 1947 و 1971. شرعت بنجلاديش في إصلاحات اقتصادية في أواخر السبعينيات والتي عززت الأسواق الحرة والاستثمار الأجنبي المباشر. بحلول التسعينيات كانت في البلاد صناعة ملابس مزدهرة. أصبحت تحويلات المغتربين البنغاليين مصدراً حيوياً للدخل. تدعم الحكومة الزراعة وتضمن الاكتفاء الذاتي في إنتاج الغذاء. واصلت بنغلاديش تصنيع موجه بالصادرات.
عادت بنغلاديش إلى النمو بعد الوباء مع استقرار الاقتصاد الكلي والتحسينات في البنية التحتية والاقتصاد الرقمي المتنامي وتزايد التدفقات التجارية. لا يزال تحصيل الضرائب منخفضًا للغاية، حيث تمثل الإيرادات الضريبية 7.7٪ فقط من الناتج المحلي الإجمالي. تسبب تخلف القطاع المصرفي البنجلاديشي عن سداد القروض في الكثير من القلق. يشكل القطاع الخاص 80٪ من الناتج المحلي الإجمالي. تعتبر بورصتا دكا وشيتاغونغ هما سوقا الأوراق المالية في البلاد. معظم الشركات البنجلاديشية هي شركات صغيرة ومتوسطة مملوكة للقطاع الخاص (SME) والتي تشكل 90٪ من جميع الشركات.
تشكل بنغلاديش أهمية إستراتيجية بالنسبة لاقتصادات شمال شرق الهند ونيبال وبوتان، إذ توفر الموانئ البحرية البنغلاديشية إمكانية الوصول البحري إلى هذه المناطق والبلدان غير الساحلية. تنظر الصين أيضًا إلى بنغلاديش باعتبارها بوابة محتملة لجنوب غرب أراضيها غير الساحلية، بما في ذلك التبت وسيتشوان ويونّان.
اعتبارًا من عام 2019، يقدر نصيب دخل الفرد من الناتج المحلي الإجمالي في بنغلاديش وفقًا لبيانات صندوق النقد الدولي بنحو 5028 دولار أمريكي (حسب تعادل القوة الشرائية) و 1906 دولار أمريكي (اسميًا). تعد بنغلاديش عضوًا في كل من مجموعة الدول الثماني الإسلامية النامية للتعاون الاقتصادي، ورابطة جنوب آسيا للتعاون الإقليمي، وصندوق النقد الدولي، والبنك الدولي، ومنظمة التجارة العالمية، والبنك الآسيوي للاستثمار في البنية التحتية. يواجه الاقتصاد تحديات تتمثل في اختناقات البنية التحتية، وعدم كفاية إمدادات الطاقة والغاز، والفساد البيروقراطي، وعدم الاستقرار السياسي، والكوارث الطبيعية، والافتقار إلى العمالة الماهرة.
جاءت بنغلاديش في المركز 105 في مؤشر الابتكار العالمي عام 2023. لكنها تراجعت إلى المركز 106 وفق مؤشر عام 2024.

## التاريخ الاقتصادي

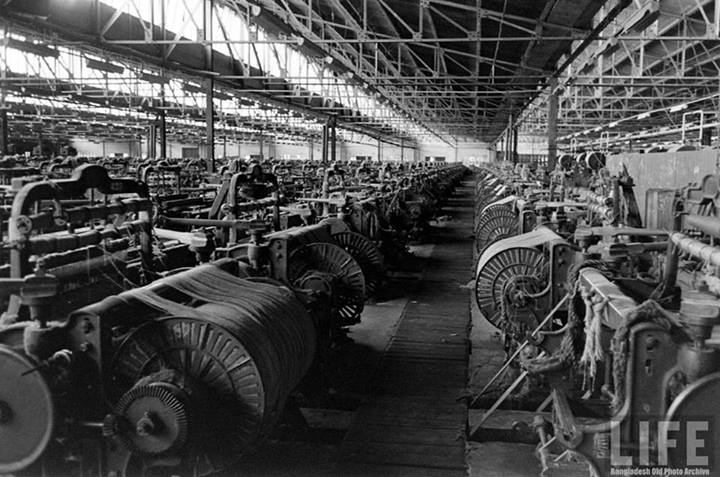
مصنع آدمجي للجوت (1953): حجر الأساس في نهضة الاقتصاد البنغلاديشي المبكر

### بنغال القديمة
كانت البنغال الشرقية، الجزء الشرقي من البنغال، منطقة مزدهرة تاريخيًا. وفر دلتا نهر الغانج مزايا تتمثل في المناخ المعتدل شبه الاستوائي، والتربة الخصبة، والمياه الوفيرة، ووفرة من الأسماك، والحياة البرية، والفواكه. يُعتقد أن مستوى المعيشة كان أعلى بالمقارنة مع أجزاء أخرى من جنوب آسيا. في القرن الثالث عشر، كانت المنطقة تتطور كاقتصاد زراعي. كانت البنغال ملتقى الطرق التجارية على طريق الحرير الجنوبي شرقي.

### مغول البنغال
في ظل حكم المغول، عملت البنغال كمركز لتجارة الموصلي والحرير واللؤلؤ في جميع أنحاء العالم. على الصعيد المحلي، كانت أغلب الهند تعتمد على المنتجات البنغالية مثل الأرز والحرير والمنسوجات القطنية. في الخارج، كان الأوروبيون يعتمدون على المنتجات البنغالية مثل المنسوجات القطنية، والحرير، والأفيون، فعلى سبيل المثال؛ كانت البنغال تمثل 40% من الواردات الهولندية من آسيا. شحنت البنغال ملح البارود (نترات البوتاسيوم) إلى أوروبا، وباعت الأفيون في إندونيسيا، وصدرت الحرير الخام إلى اليابان وهولندا، وأنتجت القطن والمنسوجات الحريرية للتصدير إلى أوروبا وإندونيسيا واليابان. كانت الأجور الحقيقية ومستويات المعيشة في البنغال في القرن الثامن عشر مماثلة في بريطانيا، التي تتمتع بدورها بأعلى مستويات المعيشة في أوروبا.
خلال عصر المغول، كانت البنغال أهم مركز لإنتاج القطن، وخاصة حول عاصمتها دكا، مما أدى إلى تسمية الموصلي بـ«داكا» في أسواق خارجية مثل آسيا الوسطى. سرعان ما تعلم علماء الزراعة البنغاليون تقنيات زراعة التوت وإنتاج الحرير، مما جعل البنغال منطقة رئيسية في العالم منتجة للحرير. على سبيل المثال، ساهمت البنغال في أكثر من 50% من المنسوجات ونحو 80% من الحرير الذي استوردته هولندا من آسيا.
كان لدى البنغال أيضًا صناعة كبيرة لبناء السفن. يقدر إندراجيت راي إنتاج بناء السفن في البنغال خلال القرنين السادس عشر والسابع عشر بنحو 223,250 طن سنويًا، مقارنة مع 23,061 طن أنتِجت في تسع عشرة مستعمرة في أمريكا الشمالية من عام 1769 إلى 1771. يقيّم إندراجيت إصلاح السفن أيضًا على أنها متقدمة جدًا في البنغال. تطور بناء السفن البنغالية مقارنة ببناء السفن الأوروبية في ذلك الوقت. كان من بين الابتكارات الهامة في بناء السفن؛ إدخال تصميم الظهر أو السطح المستوي في سفن الأرز البنغالية، ما نتج عنه أبدان (الجزء السفلي للسفينة) أقوى وأقل عرضة للتسرب من الأبدان الضعيفة للسفن الأوروبية التقليدية المبنية بتصميم السطح المتدرج. في وقت لاحق، استنسخت شركة الهند الشرقية البريطانية تصاميم الأبدان والسطح المستوي لسفن الأرز البنغالية في ستينيات القرن الثامن عشر، والتي أدت إلى تحسينات كبيرة في الصلاحية للملاحة والجدارة البحرية للسفن الأوروبية أثناء الثورة الصناعية.

### بنغال البريطانية
اختارت شركة الهند الشرقية البريطانية، التي سيطرت تمامًا على البنغال في عام 1793 وذلك بإلغاء نظام الحكم المحلي، تطوير كلكتا، التي أصبحت الآن عاصمة البنغال الغربية، كمركز تجاري وإداري للمناطق التي تسيطر عليها الشركة في جنوب آسيا. اقتصر تطور البنغال الشرقية بعد ذلك على الزراعة. عززت البنية التحتية الإدارية في أواخر القرنين الثامن عشر والتاسع عشر من عمل البنغال الشرقية بوصفها المنتج الزراعي الرئيسي، وخاصة الأرز، والشاي، والساج الكبير، والقطن، وقصب السكر والجوت، للمعالِجين والتجار من مختلف أنحاء آسيا وخارجها.

## الاتجاه الاقتصادي الكلي

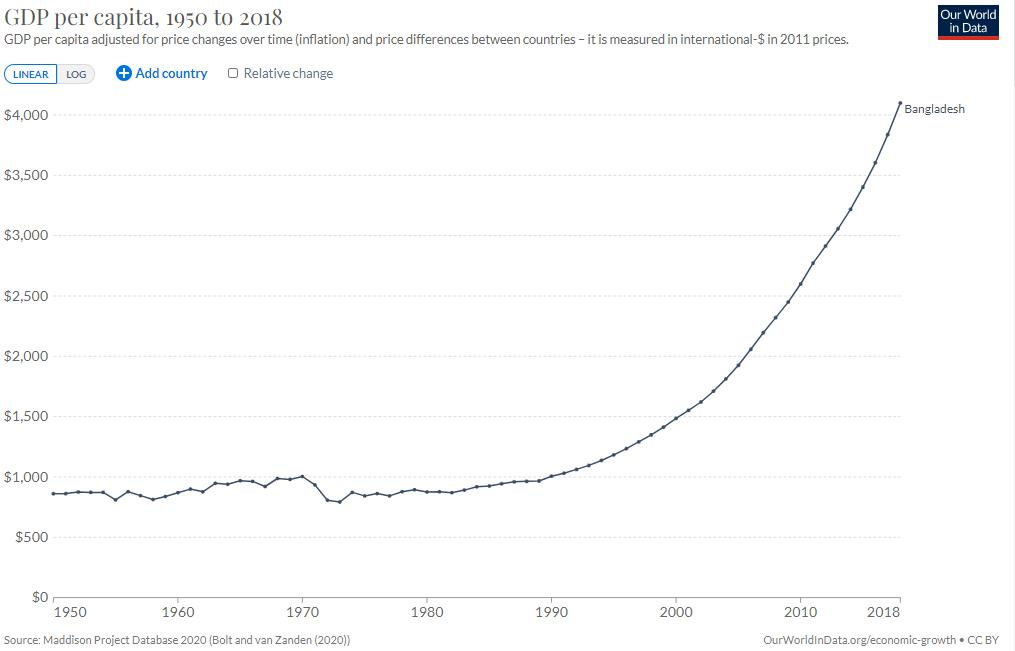
نصيب الفرد من الناتج المحلي الإجمالي منذ عام 1950

هذا مخطط لاتجاه الناتج المحلي الإجمالي لبنجلاديش بأسعار السوق المقدرة من قبل صندوق النقد الدولي مع أرقام بملايين التاكا البنغلاديشية.
| السنة | الناتج المحلي الإجمالي (مليون تاكا) | سعر صرف الدولار الأمريكي | معدل التضخم (2000=100) |
| ----- | ----------------------------------- | ------------------------ | ---------------------- |
| 1980  | 250,300                             | 16.10 تاكا               | 20                     |
| 1985  | 597,318                             | 31.00 تاكا               | 36                     |
| 1990  | 1,054,234                           | 35.79 تاكا               | 58                     |
| 1995  | 1,594,210                           | 40.27 تاكا               | 78                     |
| 2000  | 2,453,160                           | 52.14 تاكا               | 100                    |
| 2005  | 3,913,334                           | 63.92 تاكا               | 126                    |
| 2008  | 5,003,438                           | 68.65 تاكا               | 147                    |
| 2015  | 17,295,665                          | 78.15 تاكا.              | 196                    |
| 2019  | 26,604,164                          | 84.55 تاكا.              |                        |

يوضح الجدول التالي المؤشرات الاقتصادية الرئيسية في 1980-2021 (مع تقديرات خبراء صندوق النقد الدولي في 2022-2027). التضخم أقل من 5٪ باللون الأخضر. تؤخذ معدل البطالة السنوي من البنك الدولي، على الرغم من أن صندوق النقد الدولي يرى أنها غير موثوقة.
| السنة | الناتج المحلي الإجمالي (بالودلار الأمريكي، تعادل القوة الشرائية) | نصيب الفرد من الناتج المحلي الإجمالي (بالدولار الأمريكي تعادل القوة الشرائية) | الناتج المحلي الإجمالي (بالدولار الأمريكي، الاسمي) | نصيب الفرد من الناتج المحلي الإجمالي (بالدولار الأمريكي، الاسمي) | النمو | التضخم (نسبة مئوية) | البطالة (نسبة مئوية) | الدين الحكومي (نسبة مئوية من الناتج المحلي الإجمالي) |
| ----- | ---------------------------------------------------------------- | ----------------------------------------------------------------------------- | -------------------------------------------------- | ---------------------------------------------------------------- | ----- | ------------------- | -------------------- | ---------------------------------------------------- |
| 1980  | 40.7                                                             | 511.2                                                                         | 22.6                                               | 283.3                                                            | ▲3.1% | ▲7.7%               | غير معروف            | غير معروف                                            |
| 1981  | ▲47.1                                                            | ▲575.4                                                                        | ▼22.4                                              | ▼273.4                                                           | ▲4.3% | 14.9%               | غير معروف            | غير معروف                                            |
| 1982  | ▲51.6                                                            | ▲614.3                                                                        | ▼20.9                                              | ▼249.4                                                           | ▲2.4% | 13.7%               | غير معروف            | غير معروف                                            |
| 1983  | ▲56.1                                                            | ▲650.7                                                                        | ▼20.3                                              | ▼235.4                                                           | ▲4.0% | 11.1%               | غير معروف            | غير معروف                                            |
| 1984  | ▲60.5                                                            | ▲684.3                                                                        | ▲22.7                                              | ▲257.2                                                           | ▲5.2% | 10.0%               | غير معروف            | غير معروف                                            |
| 1985  | ▲64.8                                                            | ▲713.4                                                                        | ▲24.4                                              | ▲269.3                                                           | ▲3.2% | 10.4%               | غير معروف            | غير معروف                                            |
| 1986  | ▲68.7                                                            | ▲737.1                                                                        | ▲25.1                                              | ▲269.8                                                           | ▲4.2% | 10.3%               | غير معروف            | غير معروف                                            |
| 1987  | ▲72.4                                                            | ▲757.3                                                                        | ▲27.5                                              | ▲287.7                                                           | ▲3.7% | 10.5%               | غير معروف            | غير معروف                                            |
| 1988  | ▲76.8                                                            | ▲782.1                                                                        | ▲29.6                                              | ▲301.6                                                           | ▲2.2% | 10.2%               | غير معروف            | غير معروف                                            |
| 1989  | ▲83.2                                                            | ▲826.6                                                                        | ▲32.3                                              | ▲320.7                                                           | ▲2.6% | ▲9.2%               | غير معروف            | غير معروف                                            |
| 1990  | ▲90.3                                                            | ▲875.5                                                                        | ▲34.8                                              | ▲337.6                                                           | ▲5.9% | ▲9.7%               | غير معروف            | غير معروف                                            |
| 1991  | ▲97.3                                                            | ▲921.5                                                                        | ▲36.0                                              | ▲341.3                                                           | ▲3.3% | ▲9.3%               | 2.2%                 | غير معروف                                            |
| 1992  | ▲104.3                                                           | ▲965.9                                                                        | ▲36.7                                              | ▼340.0                                                           | ▲5.0% | ▲5.9%               | 2.3%                 | غير معروف                                            |
| 1993  | ▲111.4                                                           | ▲1,009.4                                                                      | ▲37.1                                              | ▼335.8                                                           | ▲4.6% | ▲3.3%               | 2.4%                 | غير معروف                                            |
| 1994  | ▲118.9                                                           | ▲1,054.7                                                                      | ▲39.4                                              | ▲349.4                                                           | ▲4.1% | ▲4.6%               | 2.4%                 | غير معروف                                            |
| 1995  | ▲127.2                                                           | ▲1,104.3                                                                      | ▲44.0                                              | ▲381.8                                                           | ▲4.9% | ▲8.2%               | 2.5%                 | غير معروف                                            |
| 1996  | ▲136.0                                                           | ▲1,156.0                                                                      | ▲47.0                                              | ▲399.7                                                           | ▲4.6% | ▲6.1%               | 2.5%                 | غير معروف                                            |
| 1997  | ▲145.7                                                           | ▲1,212.5                                                                      | ▲48.9                                              | ▲407.2                                                           | ▲5.4% | ▲3.7%               | 2.7%                 | غير معروف                                            |
| 1998  | ▲154.8                                                           | ▲1,261.5                                                                      | ▲51.2                                              | ▲417.0                                                           | ▲5.2% | ▲6.8%               | 2.9%                 | غير معروف                                            |
| 1999  | ▲165.5                                                           | ▲1,321.6                                                                      | ▲53.1                                              | ▲424.2                                                           | ▲4.9% | ▲7.4%               | 3.1%                 | غير معروف                                            |
| 2000  | ▲178.7                                                           | ▲1,399.6                                                                      | ▲54.3                                              | ▲425.7                                                           | ▲5.9% | ▲4.3%               | 3.3%                 | غير معروف                                            |
| 2001  | ▲191.5                                                           | ▲1,472.3                                                                      | ▲54.5                                              | ▼419.0                                                           | ▲5.3% | ▲2.2%               | 3.6%                 | غير معروف                                            |
| 2002  | ▲203.9                                                           | ▲1,539.4                                                                      | ▲55.8                                              | ▲420.9                                                           | ▲4.4% | ▲2.8%               | 3.9%                 | غير معروف                                            |
| 2003  | ▲220.0                                                           | ▲1,632.0                                                                      | ▲60.1                                              | ▲445.9                                                           | ▲5.3% | ▲4.6%               | 4.3%                 | 44.3%                                                |
| 2004  | ▲239.7                                                           | ▲1,749.7                                                                      | ▲65.7                                              | ▲479.4                                                           | ▲6.3% | ▲5.7%               | 4.3%                 | 43.5%                                                |
| 2005  | ▲262.8                                                           | ▲1,890.0                                                                      | ▲69.5                                              | ▲499.6                                                           | ▲6.0% | 10.2%               | 4.3%                 | 42.3%                                                |
| 2006  | ▲289.4                                                           | ▲2,053.9                                                                      | ▲71.8                                              | ▲509.6                                                           | ▲6.6% | ▲6.8%               | 3.6%                 | 42.3%                                                |
| 2007  | ▲316.6                                                           | ▲2,219.5                                                                      | ▲79.6                                              | ▲558.1                                                           | ▲7.1% | ▲9.1%               | 4.1%                 | 41.9%                                                |
| 2008  | ▲340.5                                                           | ▲2,359.7                                                                      | ▲91.6                                              | ▲635.0                                                           | ▲6.0% | ▲8.9%               | 4.6%                 | 40.6%                                                |
| 2009  | ▲360.9                                                           | ▲2,473.2                                                                      | ▲102.5                                             | ▲702.3                                                           | ▲5.0% | ▲7.6%               | 5.0%                 | 39.5%                                                |
| 2010  | ▲387.3                                                           | ▲2,624.2                                                                      | ▲115.3                                             | ▲781.2                                                           | ▲5.6% | ▲6.8%               | 3.4%                 | 35.5%                                                |
| 2011  | ▲421.0                                                           | ▲2,820.2                                                                      | ▲128.6                                             | ▲861.8                                                           | ▲6.5% | 10.9%               | 3.8%                 | 36.6%                                                |
| 2012  | ▲473.8                                                           | ▲3,137.6                                                                      | ▲133.4                                             | ▲883.1                                                           | ▲6.5% | ▲8.9%               | 4.1%                 | 36.2%                                                |
| 2013  | ▲509.2                                                           | ▲3,333.3                                                                      | ▲150.0                                             | ▲981.8                                                           | ▲6.0% | ▲6.8%               | 4.4%                 | 35.8%                                                |
| 2014  | ▲553.8                                                           | ▲3,583.7                                                                      | ▲172.9                                             | ▲1,118.9                                                         | ▲6.1% | ▲7.3%               | 4.4%                 | 35.3%                                                |
| 2015  | ▲595.3                                                           | ▲3,810.1                                                                      | ▲195.1                                             | ▲1,248.5                                                         | ▲6.6% | ▲6.4%               | 4.4%                 | 33.7%                                                |
| 2016  | ▲650.7                                                           | ▲4,118.9                                                                      | ▲265.4                                             | ▲1,466.6                                                         | ▲7.1% | ▲5.9%               | 4.3%                 | 33.3%                                                |
| 2017  | ▲710.6                                                           | ▲4,450.3                                                                      | ▲293.7                                             | ▲1,610.9                                                         | ▲7.3% | ▲5.4%               | 4.4%                 | 33.4%                                                |
| 2018  | ▲835.9                                                           | ▲5,370.4                                                                      | ▲321.0                                             | ▲1,858.4                                                         | ▲7.9% | ▲5.8%               | 4.4%                 | 34.6%                                                |
| 2019  | ▲989.0                                                           | ▲6,429.6                                                                      | ▲353.6                                             | ▲1,955.7                                                         | ▲8.2% | ▲5.5%               | 4.4%                 | 36.1%                                                |
| 2020  | ▲1,050.8                                                         | ▲6,950.5                                                                      | ▲373.1                                             | ▲2,227.5                                                         | ▲3.5% | ▲5.6%               | 5.4%                 | 39.5%                                                |
| 2021  | ▲1,170.1                                                         | ▲7,509.6                                                                      | ▲416.1                                             | ▲2,500.7                                                         | ▲5.0% | ▲5.6%               | 5.2%                 | 41.4%                                                |
| 2022  | ▲1,348.6                                                         | ▲7,923.1                                                                      | ▲460.7                                             | ▲2,782.0                                                         | ▲6.4% | ▲6.0%               | غير معروف            | 42.6%                                                |
| 2023  | ▲1,496.2                                                         | ▲8,636.9                                                                      | ▲510.4                                             | ▲2,987.7                                                         | ▲6.7% | ▲6.2%               | غير معروف            | 42.8%                                                |
| 2024  | ▲1,647.1                                                         | ▲9,450.4                                                                      | ▲565.0                                             | ▲3,213.9                                                         | ▲7.2% | ▲5.7%               | غير معروف            | 42.7%                                                |
| 2025  | ▲1,872.9                                                         | ▲10,143.7                                                                     | ▲625.8                                             | ▲3,455.9                                                         | ▲7.2% | ▲5.5%               | غير معروف            | 42.3%                                                |
| 2026  | ▲1,947.0                                                         | ▲10,845.5                                                                     | ▲685.1                                             | ▲3,714.7                                                         | ▲7.1% | ▲5.5%               | غير معروف            | 42.1%                                                |
| 2027  | ▲2,102.0                                                         | ▲11,851.0                                                                     | ▲750.4                                             | ▲4,287.2                                                         | ▲6.9% | ▲5.5%               | غير معروف            | 41.9%                                                |

## وصلات خارجية
- Bangladesh Economic Development على مشروع الدليل المفتوح
- Bangladesh Economic News
- Bangladesh Budget 2007 - 2008
- Bangladesh Income Tax at a Glance, 2009
- World Bank Summary Trade Statistics Bangladesh, 2007
- Ministry of Power, Energy and Mineral Resource, Bangladesh Government.